# 11·11 옵션쇼크
11·11 옵션쇼크는 2010년 11월 11일 옵션만기일에 도이치증권의 프로그램 순매도 물량이 단일가 매매시간(오후 2시 50분~3시)에 2조 원 이상 쏟아지면서 코스피 지수가 10분 만에 50포인트 이상 급락한 사건이다. 11월 11일은 코스피200 옵션 11월 만기일로, 이날 오후 2시 50분까지는 코스피지수가 약보합 정도였으나, 동시호가 때 도이치증권 창구를 통해 대규모의 매물이 쏟아지면서 주가지수가 무려 50포인트 가까이 급락했다.
이 여파로 코스피200을 팔 수 있는 권리(풋옵션)를 샀던 일부 투자자는 불과 10분 사이에 최대 499배까지 수익을 낸 반면, 살 권리(콜옵션)를 보유한 투자자들은 행사가격보다 종가가 크게 낮아져 아예 권리 행사를 포기하는 등 옵션시장에 엄청난 혼란이 발생했다. 이날 주가 급락으로 옵션에 투자한 개인과 자산운용사들의 피해액은 최고 1,400억 원으로 집계됐다.
사건 발생 직후 금융감독원과 한국거래소는 매물 폭탄의 주동자를 찾기 위해 특별조사에 착수했다. 그 결과 당시의 대거 매도물량이 한국도이치증권 창구에서 나왔고, 한국도이치증권과 도이치은행 홍콩지점은 옵션쇼크 직전에 풋옵션(주식이나 상품 등을 미리 정해 놓은 가격으로 장래에 팔 수 있는 권리) 16억 원어치를 사놔 홍콩지점은 436억 원, 한국도이치증권은 12억 원의 이익을 챙긴 것으로 드러났다.

## 재판
서울중앙지검은 2011년 8월 21일 도이치은행 홍콩지점 임직원 4명을 불구속 기소하고 이들이 거둔 시세차익 448억원을 압수했다. 이와 함께 막대한 손실을 입은 증권사와 개인 투자자들도 손해배상을 위한 소송을 진행하고 있다.
2014년 11월, 옵션 쇼크 사태를 일으킨 주범들에 대한 재판이 16개월 만에 재개되었다. 서울중앙지법 형사합의 27부는 11월 4일 영국인 데렉 옹 등 4명과 한국도이치증권에 대한 속행공판을 열었다. 이날 재판에서 검찰은 외국인 피고인들에 대한 범죄인 인도를 위해 영국과 프랑스, 홍콩 등에 사법공조를 요청해 일부 답변을 받았다고 설명했다. 검찰은 이어 피고인들이 공범이어서 모두 함께 재판을 받는 것이 좋다며 피고인을 송환할 때까지 기다려 줄 것을 재판부에 요청했다.
재판부는 일단 한국인 피고인인 박 모 씨와 법인 한국도이치증권에 대한 심리를 진행하기로 하고, 외국인 피고인들에 대해서는 검찰의 사법공조 조치 성과를 지켜본 뒤 추후 심리 계획을 정하기로 했다. 현재 데렉 옹을 포함해 도이치뱅크 홍콩지점에 근무하던 외국인 직원 3명이 3년여 간 법정에 나오지 않아 재판에 차질을 빚고 있으며, 관계자에 대한 형사처벌과 투자자들의 피해회복 지연에 대한 우려가 제기되고 있는 상황이다.
2016년 1월 한국도이치증권 박 모 상무는 징역 5년, 도이치증권 법인은 벌금 15억 원 등을 선고받았고, 항소심 재판이 진행 중이다.

### 개인투자자 손해배상 소송
개인투자자 강 모씨 등 11명은 도이치은행과 도이치증권을 상대로 손해배상청구 소송을 제기했고, 1심에서 원고 승소했으나 2심에서는 원소 패소했다.
프랑스인 이사 B씨는 싱가폴 금융권에서 일하다가 동료의 고발로 다시 홍콩으로 돌아갔다. 아이러니하게도 그는 한국여자와 아이를 두명 낳았다. 그는 현재 홍콩에서 현재 사업을 하고 있다.